# Aristida glabrata
Aristida glabrata là một loài thực vật có hoa trong họ Hòa thảo. Loài này được (Vasey) Hitchc. mô tả khoa học đầu tiên năm 1924.